# Składka zaległa
Składka zaległa – wierzytelność ubezpieczeniowa polegająca na nieopłaceniu przez ubezpieczającego składki, mimo że ubezpieczyciel udzielał ochrony ubezpieczeniowej. 
Występuje przede wszystkim w ubezpieczeniach obowiązkowych, przede wszystkim OC komunikacyjnym.